# Калинина (Среднеахтубинский район)
Калинина — посёлок в Среднеахтубинском районе Волгоградской области.
Входит в состав Красного сельского поселения.

## География

### Улицы
| - ул. Ахтубинская - ул. Больничная - ул. Гидростроевская - ул. Зеленая - ул. Зимняя - ул. Калинина - ул. Кировец - ул. Лесная - ул. Лесхозная | - ул. Мирная - ул. Набережная - ул. Новоселов - ул. Овражная - ул. Парниковая - ул. Полевая - ул. Почтовая - ул. Прифермерская - ул. Прифермская | - ул. Речная - ул. Садовая - ул. Светлая - ул. Северная - ул. Совхозная - ул. Солнечная - ул. Тепличная - ул. Цветочная - ул. Южная | - пер. Глухой - пер. Кировец - пер. Молодежный - пер. Речной - пер. Тихий |

## Население
| 2010 |
| ---- |
| 427  |